# Severino Minelli
Pour les articles homonymes, voir Minelli.
Severino Minelli est un joueur de football suisse né le 6 septembre 1909, à Küsnacht (canton de Zurich). Il est mort le 23 septembre 1994. Il est souvent considéré comme l'un des plus grands footballeurs suisses de l'histoire.

## Équipe nationale
- 80 sélections en équipe de Suisse entre 1930 et 1943[2]
- Quart-de-finaliste de la Coupe du monde 1938

## Clubs successifs
- Küsnacht
- 1929-1930 : Servette FC
- 1930-1943 : Grasshopper Club Zurich
- 1943-1946 : FC Zurich